# 德力西
德力西是中華人民共和國一家電器公司，主要生产高低压电器、成套电气设备、仪器仪表、交通电器等產品。公司于1984年7月在現今的浙江省乐清市柳市镇創辦，當時名稱為乐清县求精开关厂。1991年，求精开关厂两个车间改为两个分厂，后改制为独立核算的企业。由南存辉控制的一厂改制为“温州正泰电器有限责任公司”（现为正泰集团）；由胡成中控制的二厂改制为“乐清德力西电子元件厂”。1993年成立浙江德力西电器实业公司。1994年5月，改建為浙江德力西集团公司。1998年，在上海成立上海德力西集团有限公司。2009年1月，德力西控股集团有限公司成立。

## 外部連結
- 官方网站